# Nefundella
Nefundella is een geslacht van vlinders van de familie snuitmotten (Pyralidae), uit de onderfamilie Phycitinae.

## Soorten
- N. dentata Neunzig & Dow, 1993
- N. distractor Heinrich, 1956
- N. xalapensis Neunzig, 1986